# Знаки поштової оплати України 2001
Знаки поштової оплати України 2001 — перелік поштових марок, введених в обіг Укрпоштою у 2001 році.
З 16 січня по 20 грудня 2001 року було випущено 58 поштових марок, у тому числі 52 пам'ятні (художні, комеморативні) і 6 стандартних п'ятого випуску (з літерним індексом замість номіналу) «В», «Д», «Е», «Є», «Ж» та «Р». Тематика комеморативних марок охопила ювілеї визначних дат, подій, пам'яті видатних діячів культури та інши.
Марки було надруковано державним підприємством «Поліграфічний комбінат „Україна“» (Київ).
Відсортовані за датою введення.

## Список комеморативних марок
| № у каталозі                                    | Зображення | Опис та джерело | Номінал                              | Дата введення в обіг   | Тираж                   | Дизайн                                 |
| ----------------------------------------------- | ---------- | --- | ------------------------------------ | ---------------------- | ----------------------- | -------------------------------------- |
| № 364                                           |            | «Св. Димитрій Ростовський» | 0,75 гривні                          | 16 січня 2001 року     | 150 000                 | Олександр Кошель                       |
| № 365                                           |            | «Зі святом закоханих!» | 0,30 гривні                          | 26 січня 2001 року     | 350 000                 | Л. Калмикова                           |
| № 366                                           |            | Блок «Данило Романович (Галицький). 1201—1264» | 3,00 гривні                          | 1 лютого 2001 року     | 60 000                  | Олексій Штанко                         |
| № 367                                           |            | Серія «Гетьмани України»: Юрій Хмельницький | 0,30 гривні                          | 20 лютого 2001 року    | 500 000                 | Юрій Логвин                            |
| № 368                                           |            | Серія «Гетьмани України»: Михайло Ханенко | 0,50 гривні                          | 20 лютого 2001 року    | 500 000                 | Юрій Логвин                            |
| № 369                                           |            | «125-річчя винайдення телефону» | 0,70 гривні                          | 6 березня 2001 року    | 200 000                 | Валерій Євтушенко                      |
| № 370                                           |            | Серія «Дитячі малюнки» - «Аліна Ночвай, 9 років» | 0,10 гривні                          | 7 березня 2001 року    | 1 300 000               | Микола Кочубей                         |
| № 371                                           |            | Серія «Дитячі малюнки» - «Оля Пініч, 8 років» | 0,30 гривні                          | 7 березня 2001 року    | 300 000                 | Микола Кочубей                         |
| № 372                                           |            | Серія «Дитячі малюнки» - «Малюнок Даші Чембержі, 6 років» | 0,40 гривні                          | 7 березня 2001 року    | 900 000                 | Микола Кочубей                         |
| № 379 № 380 № 381                               |            | Зчіпка з серії «Українські народні казки» - Лисичка-сестричка та Вовк-панібрат - Рукавичка - Сірко                                                                                     | 0,30 гривні                          | 14 квітня 2001 року    | 300 000                 | Кость Лавро                            |
| № 382 № 383                                     |            | Зчіпка серії «Суднобудування в Україні» - Лінійний корабель «Три святителі» - Лінійний корабель «Дванадцять апостолів»                                                                 | 0,30 0,20 гривні                     | 20 квітня 2001 року    | 200 000                 | Валерій Руденко                        |
| № 384 № 385                                     |            | Зчіпка «Європа. Вода — природне багатство» | 1,00 гривня                          | 27 квітня 2001 року    | 300 000                 | Олег Петренко-Заневський               |
| № 386                                           |            | «Свята трійця» | 0,30 гривні                          | 15 травня 2001 року    | 300 000                 | Кость Лавро                            |
| № 387 № 388 № 389 № 390 № 391 № 392             |            | Малий поштовий аркуш «Бджільництво» - Збір пилку - Апітерапія - Робоча бджола - Бджолина матка - Вулик - Трутень                                                                       | 0,50 гривні                          | 22 травня 2001 року    | 50 000                  | Катерина Штанко                        |
| № 393                                           |            | Блок «Києво-Печерська лавра. 1051—2001» На марці — Успенський собор | 1,50 гривні                          | 25 травня 2001 року    | 50 000                  | Оксана Тернавська                      |
| № 394                                           |            | «Візит Папи Римського Івана Павла II в Україну» | 3,00 гривні                          | 15 червня 2001 року    | 500 000                 | Василь Василенко                       |
| № 395                                           |            | «Закарпатська область» | 0,30 гривні                          | 29 червня 2001 року    | 200 000                 | Олександр Калмиков                     |
| № 399 № 400 № 401                               |            | Блок «Скарби музеїв України» «Музей мистецтв імені Богдана та Варвари Ханенків, Київ» - Богоматір з немовлям Христом, VI ст. - Святі Сергій і Вакх, VII ст. - Іоанн Хреститель, VI ст. | 0,20 0,50 0,30 гривні                | 12 липня 2001 року     | 50 000                  | Оксана Тернавська                      |
| № 402 № 403                                     |            | Зчіпка з серії «Червона книга України» - Шуліка рудий Milvus milvus - Ємуранчик звичайний Scirtopoda telum                                                                             | 1,00 гривня                          | 24 липня 2001 року     | 300 000                 | Геннадій Кузнєцов                      |
| № 404                                           |            | «Дмитро Бортнянський (1751—1825)» | 0,20 гривні                          | 26 липня 2001 року     | 300 000                 | Юлія Бородай                           |
| № 405                                           |            | «Український футбол» | 0,50 гривні                          | 10 серпня 2001 року    | 500 000                 | Валерій Євтушенко                      |
| № 406                                           |            | Блок «Проголосити 24 серпня 1991 року Україну незалежною демократичною державою» | 3,00 гривні                          | 15 серпня 2001 року    | 50 000                  | Олександр Калмиков, фото Є. Лукацького |
| № 396                                           |            | «Харківська область» | 0,30 гривні                          | 18 серпня 2001 року    | 200 000                 | Олександр Калмиков                     |
| № 397                                           |            | «Чернігівська область» | 0,30 гривні                          | 21 вересня 2001 року   | 200 000                 | Олександр Калмиков                     |
| № 398                                           |            | «Кіровоградська область» | 0,30 гривні                          | 22 вересня 2001 року   | 200 000                 | Олександр Калмиков                     |
| № 407                                           |            | «VII Національна філателістична виставка у Дніпропетровську» | 0,30 гривні                          | 7 жовтня 2001 року     | 600 000                 | Володимир Лемзяков                     |
| № 408                                           |            | «Діалог цивілізацій» | 0,70 гривні                          | 9 жовтня 2001 року     | 200 007 (22 223 листів) | Urska Golob (Словенія)                 |
| № 409 № 410                                     |            | Блок «Чорне море» - Дельфіни - Морські коники | 0,70 0,30 гривні                     | 19 жовтня 2001 року    | 50 000                  | Олександр Кошель                       |
| № 411                                           |            | «Різдво Христове» | 0,30 гривні                          | 9 листопада 2001 року  | 550 000                 | Олег Петренко-Заневський               |
| № 412                                           |            | «Святий Миколай» | 0,30 гривні                          | 16 листопада 2001 року | 400 000                 | Кость Лавро                            |
| № 413                                           |            | «Новий рік» | 0,30 гривні                          | 23 листопада 2001 року | 500 000                 | Катерина Штанко                        |
| № 414 № 415                                     |            | Зчіпка «Спільний випуск України і Грузії» - Тарас Шевченко - Акакій Церетелі | 0,40 гривні                          | 19 грудня 2001 року    | 200 000                 | Василь Василенко                       |
| № 416-А № 417-А № 418-А № 419-А № 420-А № 421-А |            | Блок «Український народний одяг» | 0,20 0,50 0,20 0,50 0,20 0,50 гривні | 20 грудня 2001 року    | 50 000                  | Микола Кочубей                         |
| № 416 № 417                                     |            | - Зчіпка «Український народний одяг. Київщина» - Зелені свята - Різдвяні свята | 0,20 0,50 гривні                     | 20 грудня 2001 року    | 200 000                 | Микола Кочубей                         |
| № 418 № 419                                     |            | - Зчіпка «Український народний одяг. Чернігівщина» - Троїсті музики - Наречений і наречена                                                                                             | 0,20 0,50 гривні                     | 20 грудня 2001 року    | 200 000                 | Микола Кочубей                         |
| № 420 № 421                                     |            | - Зчіпка «Український народний одяг. Полтавщина» - Водохреще - Івана Купала | 0,20 0,50 гривні                     | 20 грудня 2001 року    | 200 000                 | Микола Кочубей                         |

## П'ятий випуск стандартних марок
| № у каталозі | Зображення | Опис та джерело       | Номінал   | Дата введення в обіг | Тираж   | Дизайн             |
| ------------ | ---------- | --------------------- | --------- | -------------------- | ------- | ------------------ |
| № 377        |            | «Мальва»              | B (0,10)  | 1 квітня 2001 року   | масовий | Олександр Калмиков |
| № 373        |            | «Чорнобривці»         | Д (0,30)  | 1 квітня 2001 року   | масовий | Олександр Калмиков |
| № 374        |            | «Соняшник»            | E (0,71)  | 1 квітня 2001 року   | масовий | Олександр Калмиков |
| № 376        |            | «Пшениця»             | Є (3,65)  | 1 квітня 2001 року   | масовий | Олександр Калмиков |
| № 375        |            | «Калина»              | Ж (2,66)  | 1 квітня 2001 року   | масовий | Олександр Калмиков |
| № 378        |            | «Тризуб на фоні неба» | Р (10,84) | 1 квітня 2001 року   | масовий | Олександр Калмиков |